# Olivenza

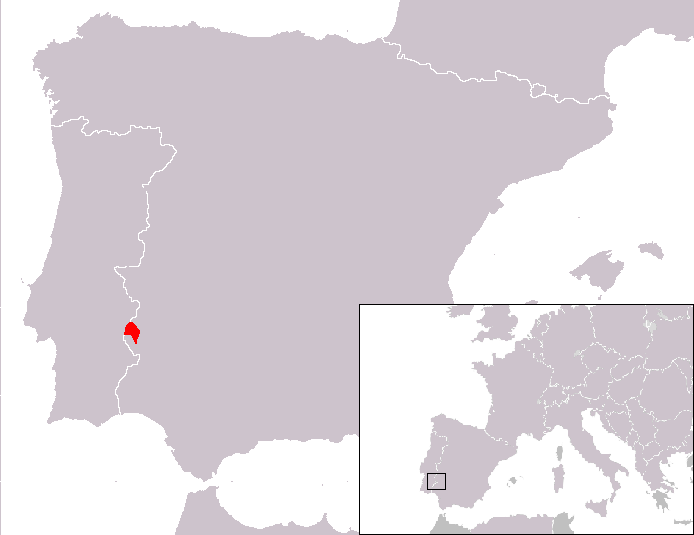
Olivenza

Olivenza (← spaniolă, portugheză Olivença) este un oraș din provincia Badajoz, Extremadura, Spania. Are o populație de 12.008 locuitori (2011). Este un subiect de cerere teritorială a Portugaliei
1. 1 2  Nomenclátor Geográfico de Municipios y Entidades de Población (20240402 edition)